# Кан кан
Кан кан (фр. cancan) је плес, врста живахног галопа у двочетвртинском такту, коју изводи пар на баловима или у кабареу. Појавио је 1830их на баловима радничке класе на Монпарнасу. У прво време се звао „каут“ или „каут-кан кан“ (chahut, chahut-cancan - значи скандалозни). Конзервативно друштво и моралисти нису одобравали појаву овог плеса.
Године 1850. Селест Могадор, професионална играчица, измислила је верзију кан кана у коме играчице играју у реду лицем окренуте публици. Овај плес ће касније добити име „француски кан кан“. Француски кан кан има жив и врло брз ритам, а плесачице морају да покажу агилност која се граничи са акробатиком. Оне носе дуге црне чарапе и дуге хаљине које подижу и њима машу. Понекад у извођењу учествују мушкарци. Француски кан кан је брзо освојио клубове у Паризу, иако је имао репутацију сексуално провокативног плеса.
Најпознатију верзију кан кана компоновао је Жак Офенбах (галоп из његове комичне опере Орфеј у подземљу). Она се данас изводи широм света. Париски клубови чувени по кан кану су Мулен руж и Фоли бержер.
Кан кан је био инспирација бројних композитора, сликара и филмских уметника.